# Sasha Alexander
Sasha Alexander, pseudonimo di Suzana Drobnjaković (in serbo Сузана Дробњаковић?; Los Angeles, 17 maggio 1973), è un'attrice e regista televisiva statunitense.

## Biografia
Nasce a Los Angeles da una famiglia di origini serbe e italiane. Comincia a recitare in una scuola di recitazione. Da giovane pratica pattinaggio sul ghiaccio a livello agonistico, ma deve smettere a causa di un infortunio. Continua a recitare anche durante la scuola superiore ed il college. Successivamente si laurea come regista alla School of Cinema-Television della University of Southern California.
Dopo aver interpretato dei ruoli minori in alcuni lungometraggi, nel 1999 Alexander viene scritturata nel ruolo di Jesse Presser nella serie televisiva Wasteland. Nel 2000 viene scelta nel cast della quarta stagione di Dawson's Creek nel ruolo di Gretchen Witter, mentre l'anno successivo recita nel film All Over the Guy, diretta da Julie Davis. Tra il 2002 e il 2003 l'attrice appare in ruoli secondari in alcune serie televisive, tra cui Friends, e inizia ad interpretare nella serie NCIS - Unità anticrimine il ruolo di Kate Todd, sino al 2005. Nello stesso periodo recita nel film I segreti per farla innamorare.
Dal 2010 al 2016 è stata impegnata nella serie TV Rizzoli & Isles, nella parte del medico legale Maura Isles.
Nel 2020 è nel cast del film thriller Dangerous Lies nel ruolo del detective Chesler, distribuito su Netflix il 30 aprile.

## Vita privata
È stata sposata nel 1999 con il regista Luka Pecel, matrimonio poi annullato. È sposata dal 2007 con il regista e produttore Edoardo Ponti, figlio di Carlo Ponti e Sophia Loren, dal quale ha avuto due figli.

## Filmografia

### Cinema
- Visceral Matter, regia di Richard Kelly (1997)
- Battle of the Sexes, regia di Eric Kripke (1997)
- Twin Falls Idaho, regia di Michael Polish (1999)
- All Over the Guy, regia di Julie Davis (2001)
- I segreti per farla innamorare (Lucky 13), regia di Chris Hall (2004)
- Mission: Impossible III, regia di J. J. Abrams (2006)
- The Last Lullaby, regia di Jeffey Goodman (2008)
- Yes Man, regia di Peyton Reed (2008)
- La verità è che non gli piaci abbastanza (He's Just Not That into You), regia di Ken Kwapis (2008)
- Tenure, regia di Mike Million (2009)
- Qualcosa di speciale (Love Happens), regia di Brandon Camp (2009)
- Dangerous Lies, regia di Michael Scott (2020)
- Bleeding Love, regia di Emma Westenberg (2023)

### Televisione
- Supply & Demand, regia di Peter MacDonald – film TV (1997)
- Wasteland – serie TV, 13 episodi (1999)
- Dawson's Creek – serie TV, 20 episodi (2000-2001)
- Friends – serie TV, episodio 8x19 (2002)
- Presidio Med – serie TV, 4 episodi (2002)
- Expert Witness, regia di John McNaughton – film TV (2003)
- NCIS - Unità anticrimine (NCIS) – serie TV, 60 episodi (2003-2005, 2012, 2015)
- Dr. House - Medical Division (House, M.D.) – serie TV, episodio 6x11 (2010)
- Rizzoli & Isles – serie TV, 105 episodi (2010-2016)
- Shameless – serie TV, 11 episodi (2015-2017)
- Law & Order - Unità vittime speciali (Law & Order: Special Victims Unit) – serie TV, episodio 20x07 (2018)
- Law & Order - Unità vittime speciali (Law & Order: Special Victims Unit) – serie TV, episodio 20x08 (2018)
- The Ride - Storia di un campione – film Amazon Prime (2018)
- FBI - serie TV, episodio 2x03 (2019)
- Storie incredibili (Amazing Stories) – serie TV, episodio 1x01 (2020)
- Law & Order - I due volti della giustizia (Law & Order) – serie TV, episodio 22x19 (2023)

### Regia
- 2016 – Rizzoli & Isles, 7x10 "For Richer or Poorer"
- 2021 – You, 3x09 "Red Flag"
- 2022 – Bull, 6x19 “Opening Up”

## Doppiatrici italiane
Nelle versioni in italiano dei suoi lavori, Sasha Alexander è stata doppiata da:
- Francesca Fiorentini in Wasteland, Mission: Impossible III, Yes Man, The Ride - Storia di un campione, Law & Order - Unità vittime speciali
- Laura Latini in Dawson's Creek, Dr. House - Medical Division
- Antonella Baldini in NCIS - Unità anticrimine
- Giò Giò Rapattoni in Rizzoli & Isles
- Rachele Paolelli ne I segreti per farla innamorare
- Angela Brusa ne La verità è che non gli piaci abbastanza
- Patrizia Burul in Shameless
- Chiara Colizzi in Dangerous Lies
- Alessandra Korompay in Storie incredibili